# Elytraria caroliniensis
Elytraria caroliniensis är en akantusväxtart som först beskrevs av Johann Friedrich Gmelin, och fick sitt nu gällande namn av Christiaan Hendrik Persoon. Elytraria caroliniensis ingår i släktet Elytraria och familjen akantusväxter.

## Underarter
Arten delas in i följande underarter:
- E. c. angustifolia
- E. c. vahliana